# Pep Pujolrás
Josep Pujolrás Novich, detto Pep (La Cellera de Ter, 15 marzo 1966 – Vacarisses, 8 settembre 1992), è stato un cestista spagnolo.
È morto l'8 settembre 1992 in un incidente automobilistico, avvenuto nella località di Vacarisses, mentre si stava dirigendo all'allenamento; in sua memoria il Manresa ha ritirato la maglia numero 10.